# Madrigal (banda)
Madrigal es un grupo vocal creado en los setenta, en la ciudad de Rosario , Santa Fe, Argentina. En sus inicios, se conformó como un quinteto de voces masculinas y, a partir de 1980, pasó a ser una agrupación vocal e instrumental mixta: dos voces femeninas y tres masculinas. En la actualidad, son tres cantantes femeninas y dos voces masculinas que abordan temas urbanos y rurales.
En 2015, el Concejo Municipal de Rosario lo declaró Grupo Distinguido de la ciudad. En ese momento, la Comisión de Gobierno y Cultura señalaba a la agrupación "como referente cultural de la música argentina y latinoamericana" y resaltaba su "destacada trayectoria y compromiso con la música popular argentina y los valores sociales".

## Historia

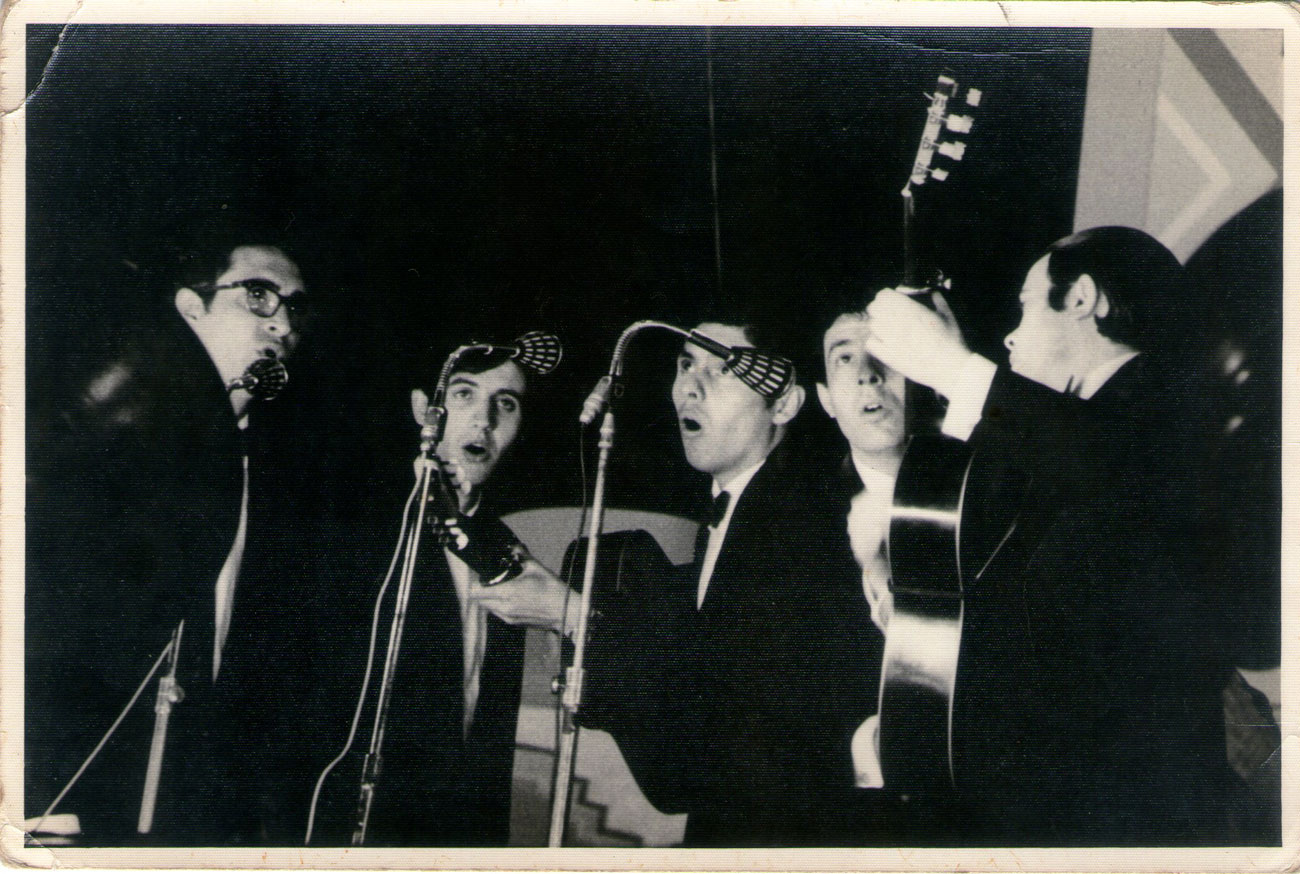
El "Madrigal" de Ricardo Bravo, Raúl Rey, Carlos Zalasar, Hugo Calzada y Roberto Rossi en Cosquín (Córdoba, Argentina), en 1973.

### Orígenes
El surgimiento de Madrigal está enmarcado en el movimiento del “Nuevo Cancionero”, impulsado por poetas y músicos principalmente cuyanos. En 1973 el grupo graba su primer disco con arreglos de Damián Sánchez y, tres meses más tarde la compañía discográfica edita un simple con dos de sus cortes: “Canción por el fusil y la flor”, y “Marrón”. Al año siguiente, participa en un disco denominado “Cosquín ya es historia” junto a los Huanca Huá y el Cuarteto de Cuerdas para el Folklore, entre otros. 
En 1976, el sello saca a la venta un registro simple con dos temas Canción por Gabriela y Cautivo de Til Til que no llegó a las radios ni a las disquerías debido a una prohibición del régimen militar recién instalado. En ese contexto, sus presentaciones encuentran espacio en pequeños locales y cafés-concert con espectáculos de incorporan otros géneros, como el teatro, la danza y el humor, uno de los más recordados en la ciudad de Rosario es “Quién está triste ahora” con el humorista Juliovich y la personalidad destacada de radio Quique Pesoa. 
En 1978 graban un nuevo disco en ION para el sello local Europhone MADRIGAL y en 1980 la formación masculina da paso a otra mixta que presenta, en 1981, el disco “Raíz” grabado en Buenos Aires y compaginado en New York. Meses más tarde participa en la grabación de la “Misa por la Paz y la Justicia”, compuesta por Ariel Ramírez con arreglos vocales y dirección de Damián Sánchez y arreglos y dirección orquestal de Oscar Cardozo Ocampo.

### Época post-dictadura

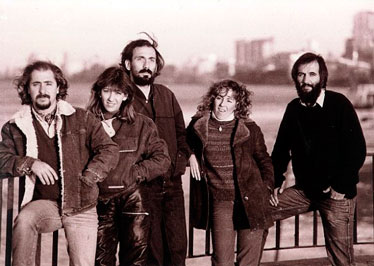
Willy Rodríguez, Gabriela Estrada, Beto Fernández, Irene Rodríguez y Raúl Rey en 1984.

Con el advenimiento de la democracia, vuelve a los escenarios que la dictadura militar había cerrado para gran parte de las expresiones populares. En 1984, con arreglos vocales e instrumentales de Raúl Rey (voz y guitarra del grupo), graba en los estudios Moebio de CABA álbum “De pie sobre las ruinas”, y tres años más tarde aborda un repertorio de temas propios. Recién en 1988, el grupo registra diez temas de factura propia que se tradujeron en el disco de producción independiente “En este sur”.
En 1994, Madrigal graba la milonga Si-da, con música de Raúl Rey y letra de Reynaldo Sietecase, destinada a una campaña de lucha contra el Sida en un disco junto a otros grupos musicales rosarinos. Luego de un lapso fuera de los escenarios vuelve en 1998 a las presentaciones públicas y en 2000 participa de la presentación del libro de Jorge Arboleya sobre la llamada “trova rosarina” junto a Jorge Fandermole, Rubén Goldín, Adrián Abonizio, Silvina Garré, entre otros.
En 2001,  participa de la reinauguración del emblemático Teatro Broadway (Rosario) y al año siguiente recibe el premio “Magazine” en el Teatro El Círculo de Rosario, donde también fueron artistas invitados.

### Encuentro Nacional de Músicos
En 2003, Irene Rodríguez (voz y flauta traversa) y Raúl Rey, junto a otros tres músicos de Rosario y en coproducción con la Secretaría de Cultura de la Municipalidad de Rosario, primero, y de la Provincia y la Nación, después, fundaron el “Encuentro Nacional de Músicos”, un programa de talleres y conciertos que fue consolidándose año tras año hasta convertirse en un espacio de referencia para la difusión de la música popular argentina de raíz criolla. En 19 años, Madrigal se presentó tres veces en esta plataforma de difusión de música popular: en el primer Encuentro en 2004; en la décima edición en 2013, y nuevamente en la edición de 2022.

### Del 2000 al 2020
En 2004, Madrigal participa de la celebración de los 100 años del Teatro el Círculo acompañado por la Orquesta de Cámara Municipal Centenario de El Círculo y un año más tarde, lanza su disco “Rumores indelebles”.
En 2008, Televisión Litoral lo distingue como “Artista Destacado del Año” en Canal 3 Rosario y dos meses más tarde, la versión de “Corazón de luz y sombra” es incluida en un disco doble dedicado a los grupos vocales que hicieron historia en la Argentina “Tiempo de Vocales - Vol. II”.
El 21 de marzo de 2014, la agrupación se presenta en el emblemático Museo de la Memoria, al cumplirse 37 años del golpe cívico-militar de 1976 y en la semana donde se recuerda los crímenes de lesa humanidad cometidos por el terrorismo de Estado y sus desaparecidos.

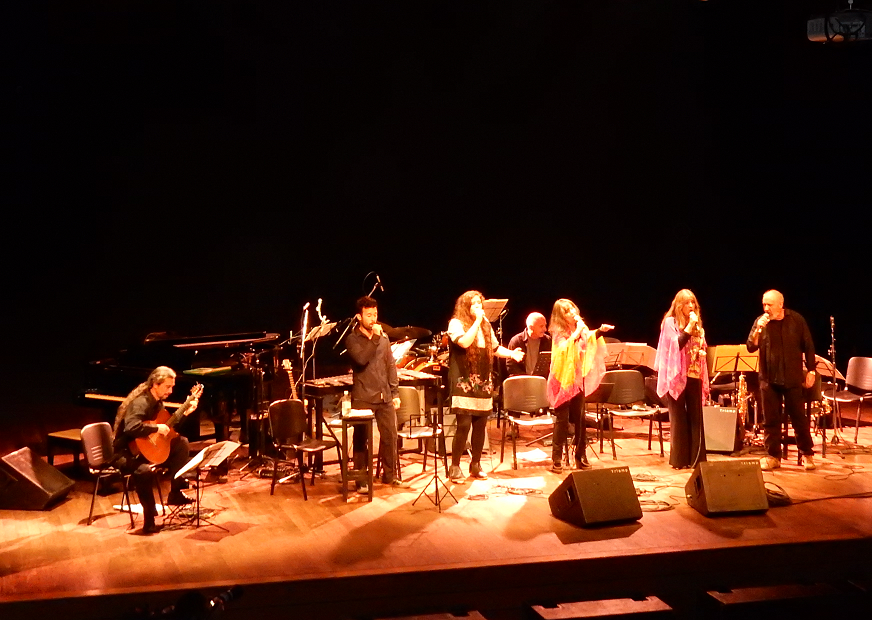
Marcelo Stenta, Sofía Rodríguez, Gabriela Rivoira, Irene Rodríguez, Mariano Pistono y Raúl Rey en 2016.

 En diciembre de 2015, el Concejo Municipal de Rosario lo nombra “artista distinguido de la ciudad” 
En noviembre de 2016, realiza junto al emblemático grupo Anacrusa un concierto en el Centro Cultural Príncipe de Asturias (Parque de España) con dirección del maestro José Luis Castiñeira de Dios.
En 2018 lanza el álbum doble "Allí está", con poesías de Reynaldo Sietecase y temas interpretados por la formación junto a otros músicos invitados. Esto incluyó a Willy Rodríguez, Beto Fernández y Mariano Rey como cantantes; Victoria Virgolini, Walter Pinto y Juancho Perone en percusión; Susana Rinessi en flauta traversa; Diego Leguizamón en violín; Sebastián Romero en piano; Paula Croci en contrabajo; Sebastián Seró en guitarra y Federico Ramonda en la producción general con aportes en bajo eléctrico. La presentación se realizó en el Centro Cultural Néstor Kirchner (CCK) en Buenos Aires (CABA) y el Auditorio "Príncipe de Asturias" del Centro Cultural Parque España en la ciudad de Rosario, con mucho público y buen recibimiento por parte de la prensa. El álbum fue editado y distribuido por Acqua Records y a través de plataformas de compraventa en línea.
Lo más reciente
En 2022, la agrupación llevó a cabo una gira por varias ciudades de las provincias de Santa Fe y Buenos Aires, coproducida por los ministerios de Cultura de la Nación y de la provincia de Santa Fe, donde presentó obras de grandes autores latinoamericanos, clásicos de la música nativa y un puñado de canciones urbanas. 
En marzo del 2023, Madrigal reversionó “Aquí estamos” de Enrique Llopis y Juan Carlos Muñiz, con la participación de Jorge Fandermole y otros reconocidos músicos, a cuarenta años del primer registro del tema en el álbum De pie sobre las ruinas.
El mismo año 2023, la agrupación trabajó en una producción para EEUU de obras del poeta y compositor cuyano radicado en Nueva York Bernardo Palombo. El lanzamiento de disco “Madrigal canta a Palombo” inició con dos simples en la segunda quincena de octubre, otro en la primera semana de noviembre, y terminó el 10 del mismo mes con la publicación del álbum completo con distribución de Acqua Records en todas las plataformas. La producción general fue del Taller Latino Americano con sede en Nueva York.
En octubre de 2024, con distribución de Aqua Records en todas las plataformas, Madrigal presentó el álbum “Texturas”, un compendio de obras de grandes autores latinoamericanos que muestra "los contrastes y paisajes líricos que comparten una tierra en común".

## Miembros históricos
| Periodo          | Integrantes |
| ---------------- | --- |

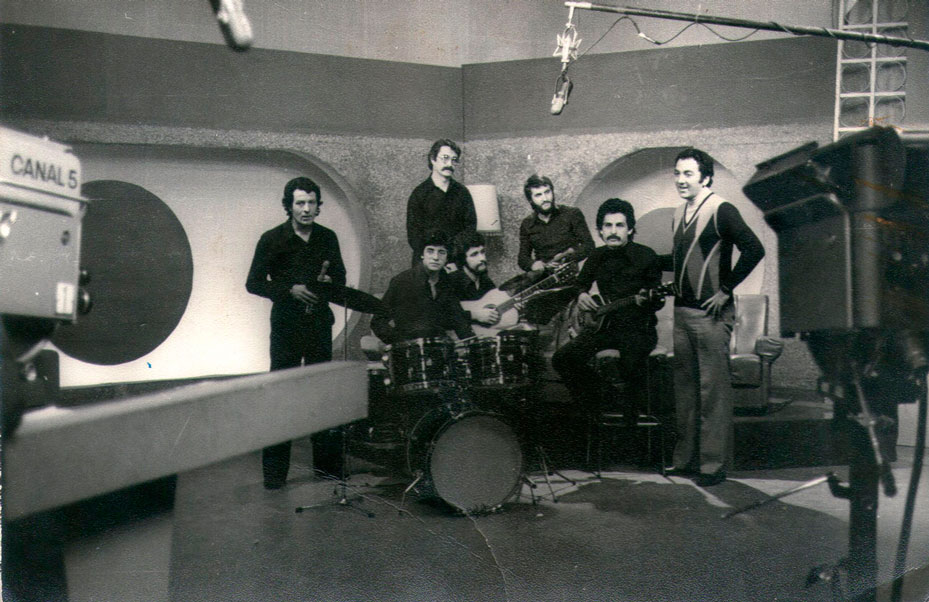
Hugo Calzada, Gustavo Puccini, Ricardo Bravo, Ricardo Grassi, Raúl Rey y Miguel "Tucho" Aguirre junto a Ercilio P. Gianserra en Canal 5 (1978)

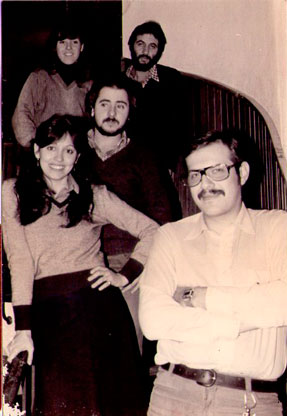
Gustavo Hut, Myriam Cubelos, Willy Rodríguez, Irene Rodríguez y Raúl Rey en 1980.

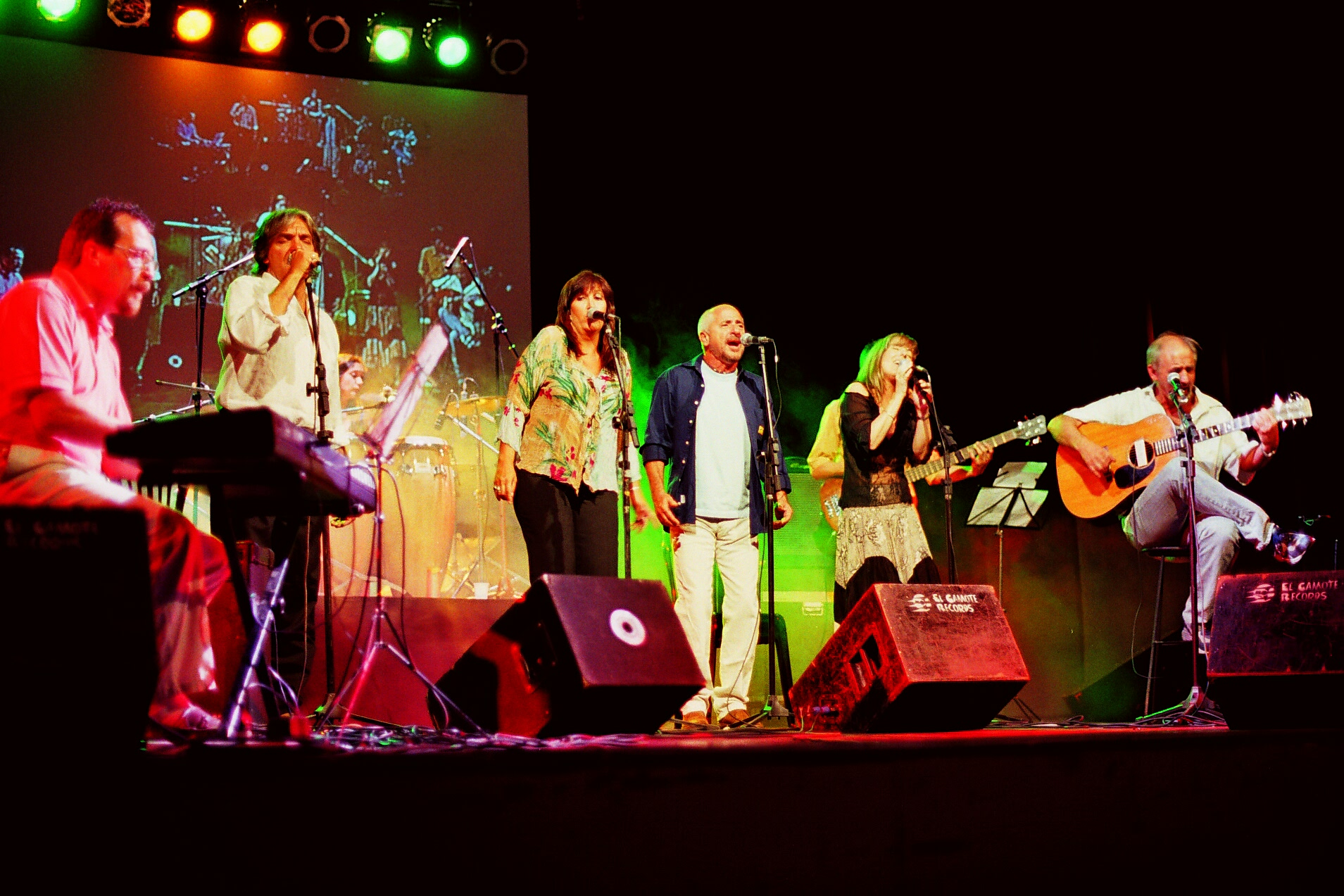
Luis Misischia (piano), Rudy Giglione, Gabriela Estrada, Willy Rodríguez, Irene Rodríguez y Raúl Rey en el teatro La Comedia, en 2005.

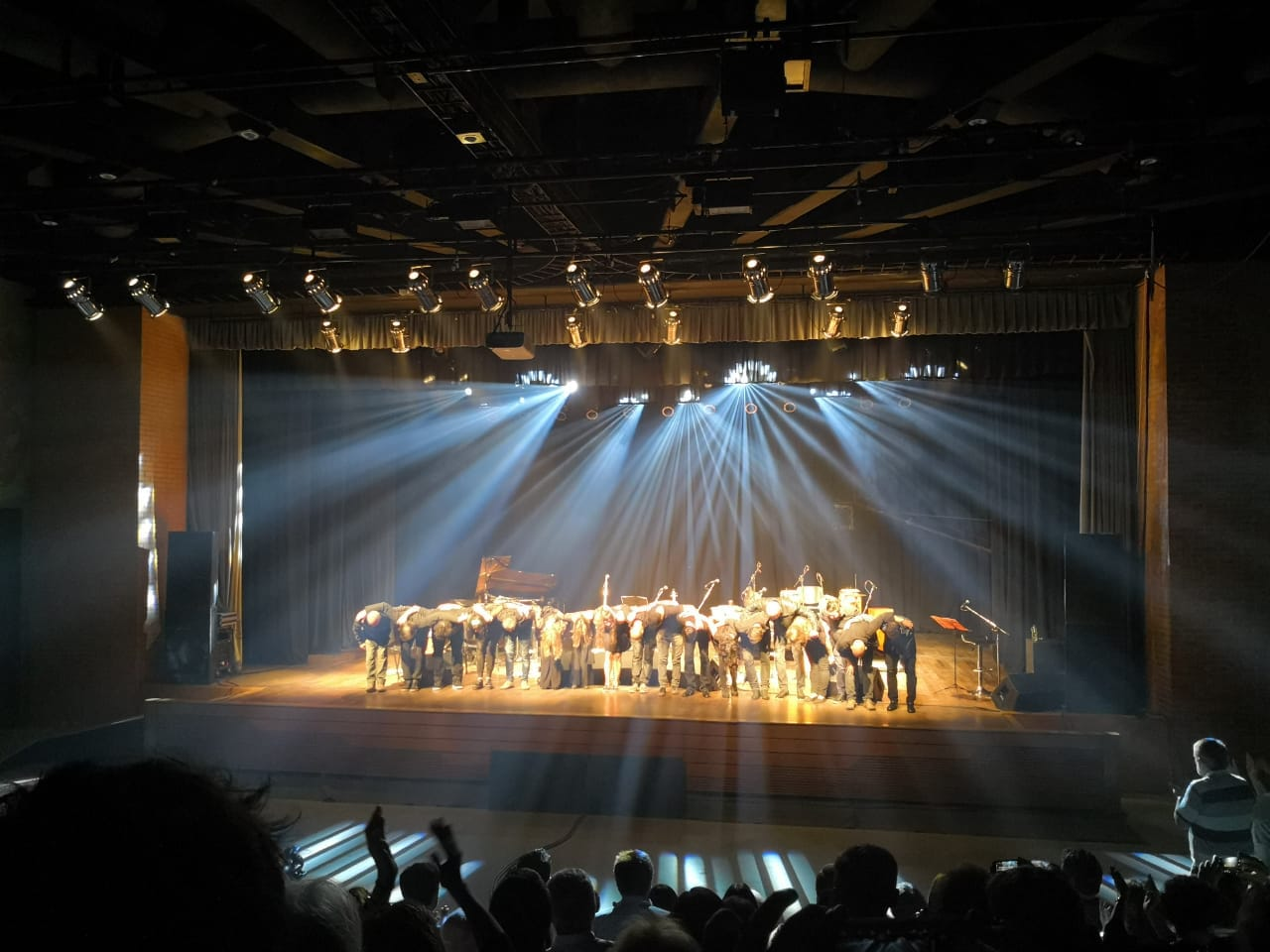
Presentación del disco "Allí está", Rosario, Santa Fe (2018).

| 1970             | Ricardo Bravo (voz y armónica) Carlos Zalasar (voz y guitarra) Hugo Calzada (voz y percusión) Raúl Rey (voz y guitarra) Miguel "Tucho" Aguirre (voz, bajo y guitarra) Kiko Greco (voz) Ricardo Grassi (voz y guitarra) Roberto Rossi (voz y guitarra) Gustavo Puccini (batería) Damián Sánchez (arreglos) |
| 1980             | Irene Rodríguez (voz y flauta traversa) Myriam Cubelos (voz y flauta traversa) Raúl Rey (voz, guitarra, arreglos y dirección) Willy Rodríguez (voz y percusión) Beto Fernández (voz, armónica y saxo) Gabriela Estrada (voz) Gustavo Hut (voz y guitarra) Germán Risemberg (bajo eléctrico) |
| 1990             | Beto Fernández (voz, armónica y saxo) Gabriela Estrada (voz) Irene Rodríguez (voz y flauta traversa) Raúl Palmero (voz) Raúl Rey (voz, guitarra, arreglos y dirección) Willy Rodríguez (voz y percusión) Marcelo Domenech (bajo eléctrico) Claudio Garbolino (teclado) Hugo Garbolino (batería y percusión) Juan Pablo Lamagni (guitarra) Jorge Suárez (teclado) Maxi Ades (batería) Yayi Gómez (saxo y clarinete) Pablo Pasqualis (teclado) José Manuel Pardo (guitarra eléctrica) Fernando Fontana (bajo eléctrico)                                                    |
| 2000             | Beto Fernández (voz, armónica y saxo) Gabriela Estrada (voz) Gabriela Rivoira (voz y guitarra) Irene Rodríguez (voz y flauta traversa) Raúl Rey (voz, guitarra, arreglos y dirección) Willy Rodríguez (voz y percusión) Rudy Giglione (voz) Luis Misischia (teclado) Roque Reymundo (teclado) Martín "Pato" Arias (bajo eléctrico) Federico Ramonda (bajo eléctrico) Diego Leguizamón (violín) Vicky Virgolini (percusión) |
| 2010             | Irene Rodríguez (voz y flauta traversa) Gabriela Rivoira (voz y guitarra) Mariano Pistono (voz) Raúl Rey (voz, guitarra, arreglos y dirección) Rudy Giglione (voz) Sofía Rodríguez (voz) Willy Rodríguez (voz y percusión) Marcelo Stenta (guitarra) Federico Ramonda (bajo eléctrico) Diego Leguizamón (violín) Vicky Virgolini (percusión) |
| 2020             | Irene Rodríguez (soprano), Gabriela Rivoira (mezzo), Sofía Rodríguez (contralto) Raúl Rey (barítono, arreglos y dirección), Mariano Pistono (bajo) Marcelo Stenta (guitarra) Artistas invitados para el disco-libro “allí está” Willy Rodríguez (canto) Beto Fernández (canto) Mariano Rey (canto) Victoria Virgolini, Walter Pinto y Juancho Perone (percusión) Susana Rinessi (flauta traversa) Diego Leguizamón (violín) Sebastián Romero (piano) Paula Croci (contrabajo) Sebastián Seró (guitarra) Federico Ramonda (bajo eléctrico y grabación y mezcla del álbum) |
| En la actualidad | Irene Rodríguez (soprano) Gabriela Rivoira (mezzo) Sofía Rodríguez (contralto) Raúl Rey (barítono, arreglos y dirección) César Javier Castillo (bajo) Marcelo Stenta (guitarra) Artistas invitados para el disco "Madrigal canta a Palombo": Bernardo Palombo (voz) Mariano Rey (voz) Wali Pinto (percusión) |

## Discografía
- Madrigal (1973)

Cabal producciones
- Cosquín ya es historia (1974)

Cabal producciones
- Argentina: El Nuevo Cancionero (1975)

www.tallerlatino.org / EE.U.
- Madrigal (1978)

Discos Europhone
- Raíz (1981)

Candás Producciones
- Misa por la paz y la justicia (1981)

RCA Argentina
- De pie sobre las ruinas (1984)

Discos Redondel
- En este sur (1988)

Madrigal / Epsa Music
- Por la vida contra el sida (1994)

e(m)r;
- Rumores indelebles (2005)

Madrigal / D&D SA
- Tiempo de vocales - Vol. II (2008)

Fonocal Discos
- Allí está (2018)

Acqua Records
- Aquí estamos - Madrigal-Fandermole (simple) (2023)

Acqua Records
- Madrigal canta a Palombo (2023)

Acqua Records
- Texturas (2024)

Acqua Records